# Ludwig Götze
Pour les articles homonymes, voir Götze.
Ludwig Götze (vers 1450, Werdau - 1506, Leipzig) a été Thomaskantor de l'église Saint-Thomas de Leipzig durant une période qui commence vers 1473 et se termine vers 1480.
En 1470, il a obtenu l'examen du baccalauréat, et en 1475 il est mentionné comme Kantor.